# Debut 2006
Debut 2006 är 2006 års utgåva av Wahlström & Widstrands antologi Debut för oetablerade författare. Ett antal skribenter gavs möjligheten att för första gången pröva sitt uttryck och möta en publik. Texterna valdes av en jury bestående av Erik Bergqvist, Cilla Naumann, Titti Persson och Magnus William-Olsson samt Lotta Aquilonius, Camilla Nagler och Helene Atterling från förlaget. Tävlingen var öppen för alla som inte tidigare hade publicerats i bokform. Deltagarna i 2006 års antologi var:
- Linus de Faire
- Tova Gerge
- Viktor Johansson
- Rickard Karlberg
- Edith Mörtlund
- Helena Olsson
- Matilda Roos
- Emma Amanda Söderlund
- Maria Margareta Österholm

Flera av deltagarna i Debut har senare debuterat med egna böcker, bland andra Helena Olsson, Jenny Tunedal, Niclas Nilsson, Daniel Sjölin, Sara Hallström och Ola Klippvik.